# Gran Premio motociclistico di Finlandia 1971
Il Gran Premio motociclistico di Finlandia fu il nono appuntamento del motomondiale 1971.
Si svolse il 1º agosto 1971 a Imatra, e corsero tutte le classi meno la 50.
Ennesima doppietta per Giacomo Agostini in 350 e 500. Nella "mezzo litro" la vittoria fu agevole, mentre in 350 il centauro italiano, partito male, recuperò su Rodney Gould e Jarno Saarinen con i quali battagliò per il primo posto fino al ritiro dell'inglese e all'allungo di "Ago", che con questa vittoria ottenne anche il suo decimo titolo iridato, superando in questa classifica Mike Hailwood e Carlo Ubbiali.
In 250 seconda vittoria per Rodney Gould. Read, decimo al traguardo, si mantenne ancora in testa alla classifica della categoria.
Vittoria britannica anche in 125, con Barry Sheene. Ritirati Ángel Nieto (guasto all'impianto elettrico) e Börje Jansson.
Nei sidecar, ritiratisi Arsenius Butscher, Siegfried Schauzu e Heinz Luthringshauser, la vittoria andò ad Horst Owesle (Münch-URS 4 cilindri).

## Classe 500
28 piloti alla partenza, 10 al traguardo.

### Arrivati al traguardo
| Pos. | Pilota           | Moto      | Tempo     | Punti |
| ---- | ---------------- | --------- | --------- | ----- |
| 1    | Giacomo Agostini | MV Agusta | 57' 27" 8 | 15    |
| 2    | Dave Simmonds    | Kawasaki  | +2' 19" 6 | 12    |
| 3    | Rob Bron         | Suzuki    | +2' 20" 4 | 10    |
| 4    | Keith Turner     | Suzuki    | +1 giro   | 8     |
| 5    | Jack Findlay     | Suzuki    | +1 giro   | 6     |
| 6    | Matti Salonen    | Yamaha    | +1 giro   | 5     |
| 7    | Alberto Pagani   | LinTo     | +1 giro   | 4     |
| 8    | Lothar John      | Yamaha    | +1 giro   | 3     |
| 9    | Tommy Robb       | Seeley    | +1 giro   | 2     |
| 10   | Paul Eickelberg  | Yamaha    | +1 giro   | 1     |

## Classe 350

### Arrivati al traguardo
| Pos. | Pilota             | Moto      | Tempo     | Punti |
| ---- | ------------------ | --------- | --------- | ----- |
| 1    | Giacomo Agostini   | MV Agusta | 57' 57" 7 | 15    |
| 2    | Jarno Saarinen     | Yamaha    | +28" 5    | 12    |
| 3    | Billie Nelson      | Yamaha    |           | 10    |
| 4    | Walter Sommer      | Yamaha    | +1 giro   | 8     |
| 5    | Tommy Robb         | Yamaha    | +1 giro   | 6     |
| 6    | László Szabó       | Yamaha    | +1 giro   | 5     |
| 7    | Jerry Lancaster    | Yamsel    | +1 giro   | 4     |
| 8    | Maurice Hawthorne  | Yamaha    | +1 giro   | 3     |
| 9    | Hans-Dieter Görgen | Yamaha    | +1 giro   | 2     |
| 10   | Lothar John        | Yamaha    | +1 giro   | 1     |

## Classe 250

### Arrivati al traguardo
| Pos | Pilota           | Moto     | Tempo     | Punti |
| --- | ---------------- | -------- | --------- | ----- |
| 1   | Rodney Gould     | Yamaha   | 53' 59" 3 | 15    |
| 2   | John Dodds       | Yamaha   | +10" 1    | 12    |
| 3   | Dieter Braun     | Yamaha   | +19"      | 10    |
| 4   | Chas Mortimer    | Yamaha   | +30" 7    | 8     |
| 5   | Gyula Marsovszky | Yamaha   | +34" 9    | 6     |
| 6   | Jarno Saarinen   | Yamaha   | +52" 3    | 5     |
| 7   | Walter Sommer    | Yamaha   |           | 4     |
| 8   | Börje Jansson    | Yamasaki |           | 3     |
| 9   | Billie Nelson    | Yamaha   |           | 2     |
| 10  | Phil Read        | Yamaha   |           | 1     |

## Classe 125

### Arrivati al traguardo
| Pos | Pilota             | Moto     | Tempo     | Punti |
| --- | ------------------ | -------- | --------- | ----- |
| 1   | Barry Sheene       | Suzuki   | 46' 49" 7 | 15    |
| 2   | Dieter Braun       | Maico    | +1' 25" 3 | 12    |
| 3   | Gert Bender        | Maico    | +1' 39" 3 | 10    |
| 4   | Jürgen Lenk        | MZ       | +1' 40" 7 | 8     |
| 5   | Dave Simmonds      | Kawasaki | +1' 43" 4 | 6     |
| 6   | Chas Mortimer      | Yamaha   | +1' 47" 5 | 5     |
| 7   | Alberto Pagani     | Derbi    | +2' 35" 2 | 4     |
| 8   | Ryszard Mankiewicz | MZ       | +1 giro   | 3     |
| 9   | Seppo Kangasniemi  | Maico    |           | 2     |
| 10  | Bernd Köhler       | MZ       |           | 1     |

## Classe sidecar
13 equipaggi alla partenza, 9 al traguardo.

### Arrivati al traguardo
| Pos | Pilota               | Passeggero       | Moto         | Tempo Distacco | Punti |
| --- | -------------------- | ---------------- | ------------ | -------------- | ----- |
| 1   | Horst Owesle         | Peter Rutterford | Münch-URS    | 47' 45" 9      | 15    |
| 2   | Richard Wegener      | Adi Heinrichs    | BMW          | +1' 04" 9      | 12    |
| 3   | Jean-Claude Castella | Albert Castella  | BMW          | +2' 17" 2      | 10    |
| 4   | Rudi Kurth           | Dane Rowe        | CAT-Crescent | +1 giro        | 8     |
| 5   | Hermann Binding      | Helmut Fleck     | BMW          | +1 giro        | 6     |
| 6   | Wolfgang Klenk       | Roland Veil      | BMW          |                | 5     |
| 7   | Pentti Moskari       | Matti Sigvart    | Honda        |                | 4     |
| 8   | Jaakko Palomäki      | Kenneth Calenius | BMW          |                | 3     |
| 9   | Egon Schons          | Karl Lauterbach  | BMW          |                | 2     |